# Gerd Wormdal
Gerd Wormdal, née le 9 mars 1930 à Kristiansund et morte le 16 juin 1985 est une géographe norvégienne et militante des droits humains. À son époque l'une des rares femmes à avoir fait des études supérieures en Norvège, elle s'investit pour les droits des femmes à l'échelle locale, nationale et internationale.

## Biographie

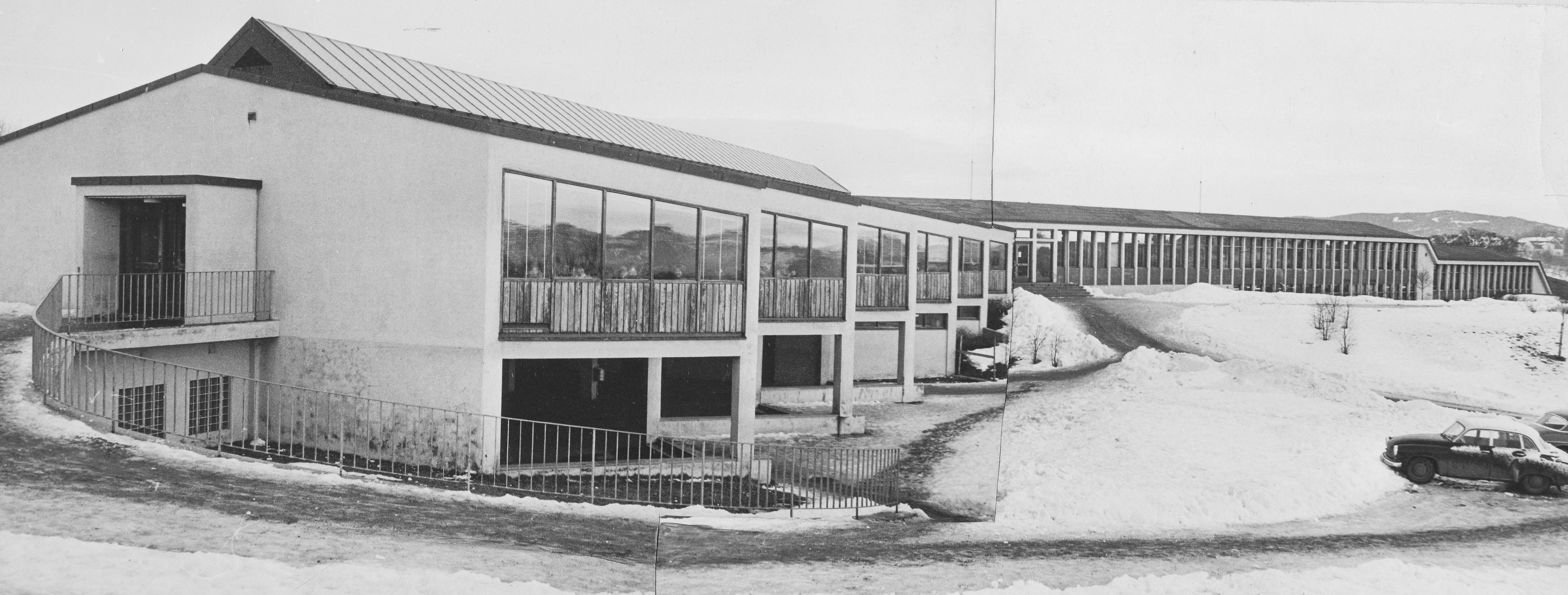
Lycée supérieur de Ringve en 1964.

Gerd Wormdal naît à Kristiansund. Elle obtient un candidatus realium en géographie physique à l'université d'Oslo en 1957. Elle réalise une majeure en limnologie en rédigeant « En limnologisk undersøkelse av noen innsjøer i området omkring Kristiansund : Storvatn, Grimstadvatn, Bolgvatn, Rensvikvatn (Une étude limnologique de quelques lacs de la région de Kristiansund : Storvatn, Grimstadvatn, Bolgvatn, Rensvikvatn) ». Cela fait d'elle l'une des rares femmes à avoir fait des études supérieures en sciences en Norvège à cette époque. Elle est chargée de cours au Lycée supérieur de Ringve (no) à Trondheim et présidente du cercle des femmes universitaires de Trøndelag.

## Engagement
En 1972, Gerd Wormdal est élue à la tête du Trondhjems Kvinneråd (Conseil des femmes de Trondhjem), branche locale de l'Association norvégienne pour les droits des femmes. De 1977 à 1983, elle est vice-présidente du Conseil national des femmes norvégiennes (no) (NKN), une organisation fédératrice similaire au niveau national. Elle tente sans succès d'en prendre la direction en 1983. Elle siège dans le cadre de son mandat au Conseil pour l'égalité et est durant un temps présidente du sous-groupe chargé du domaine de l'éducation et de la culture,.
Gerd Wormdal est très active au niveau international dans le domaine de l'égalité des sexes, mais aussi avec les pays en développement. Dans ce cadre, elle participe à un certain nombre de congrès de l'Organisation des Nations unies. En 1980, elle est nommée observatrice du Conseil national des femmes norvégiennes à la 35e Assemblée générale des Nations unies,.

## Postérité
La bibliothèque de l'université norvégienne de sciences et de technologie possède ses archives, avec divers documents sur son travail dans les organisations d'égalité des sexes et aux Nations unies.